# Менгден, Евгений Евстафьевич
Барон Евгений Евстафьевич фон Менгден (1804—1871) — генерал-лейтенант русской императорской армии.

## Биография
Родился 27 февраля (10 марта) 1804 года. Сын барона Евстафия (Густава Георга) фон Менгден и Екатерины фон Тизенгаузен. В 1820 году, после окончания Митавской высшей школы, был определён юнкером в 4-й Эстляндский полк; с 1823 года — прапорщик.
В 1843 году он был назначен командующим Кременчугским егерским полком; утверждён в должности командира полка в 1845 году вместе с производством в полковники. В декабре 1853 года произведён в генерал-майоры. В 1855 году назначен командиром 1-й бригады 1-й гренадерской дивизии; в 1859 году — помощником начальника 6-й пехотной дивизии.
В 1862 году Е. Е. Менгден получил назначение военным начальником Плоцка, а в следующем году: военным начальником Августовского отдела, затем — командующим 2-й гренадерской дивизии и, в конце концов, поступил в распоряжение Главнокомандующего войсками в Царстве Польском.
В 1870 году произведён в генерал-лейтенанты. Умер 2 (14) мая 1871 года.

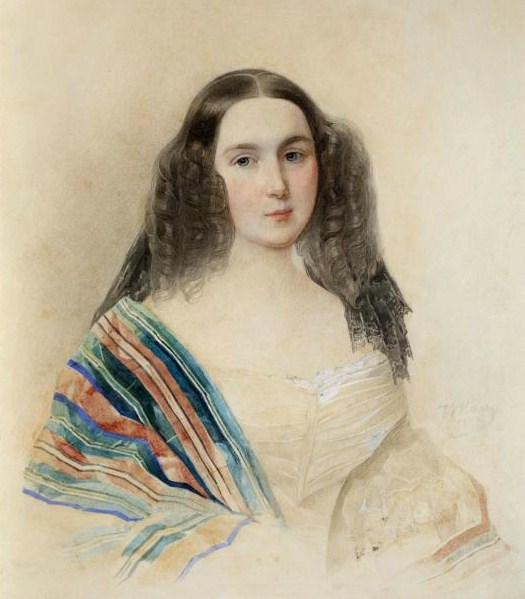
Екатерина Менгден на акварели В. И. Гау (1840)

## Семья
Жена (с 10.04.1838) — Екатерина Николаевна Муравьёва (15.11.1818—09.03.1897), дочь флота капитана Николая Александровича Муравьёва от его брака с Александрой Фёдоровной Козловой.
Баронесса Менгден была известной петербургской красавицей 1840-х годов и один из её портретов был помещен в литературном альманахе «Утренняя заря» (1842). По свидетельству М. А. Паткуль, «Она была прекрасная, добрейшая женщина, патриотка с чисто русской душой … прекрасные черные глаза, красивые черты лица». В начале 1860-х годов, живя с мужем в Варшаве, занималась «устроением в крае» православных церквей и содействовала созданию русского благотворительного общества. Потомства не оставила.